# Louie Bellson
Luigi Paulino Alfredo Francesco Antonio Balassoni (Rock Falls (Illinois), 26 juli 1924 - 14 februari 2009) beter bekend als Louie Bellson, was een Amerikaans jazz-drummer. Hij wordt beschouwd als om een van de weinige drummers die technisch bijna net zo uitblinkt als Buddy Rich. Hij was een componist, arrangeur, bandleider en jazzleraar, en wordt gezien als uitvinder van de dubbele bass-drum.
Duke Ellington noemde Bellson ooit de grootste jazz-drummer ooit. Muziekcriticus Leonard Feather noemde Bellson een fenomenaal drummer.

## Biografie
Louie Bellson begon met drummen toen hij pas drie jaar was. Toen hij vijftien was ging hij voor het eerst een dubbele bass-drum gebruiken. Hij kreeg een 10 op zijn school voor zijn creatieve muziek. Toen hij zeventien was, won hij van 40.000 andere drummers op The Slingerland National Gene Krupa Contest.
Bellson trad ook vaak op in het Witte Huis. Bellson heeft enorm veel albums gemaakt als leider maar ook als side-man met de grootste jazzartiesten, waaronder Duke Ellington, Count Basie, Benny Goodman, Tommy Dorsey, Harry James, Woody Herman, Norman Granz' J.A.T.P. (Jazz at the Philharmonic), Benny Carter, Sarah Vaughan, Ella Fitzgerald, Oscar Peterson, Art Tatum, Dizzy Gillespie, Gerry Mulligan, Stan Getz, Hank Jones, Zoot Sims, Sonny Stitt, Milt Jackson, Clark Terry, Louis Armstrong, Lionel Hampton, Eddie Davis, Shelly Manne, Billy Cobham, James Brown, Sammy Davis jr., Tony Bennett, Pearl Bailey, Mel Tormé, Joe Williams en Wayne Newton.
- Bibsys: 1004080
- Biblioteca Nacional de España: XX872061
- Bibliothèque nationale de France: cb13973626n (data)
- Catàleg d'autoritats de noms i títols de Catalunya: 981058517085806706
- CiNii: DA12078457
- Gemeinsame Normdatei: 134325494
- International Standard Name Identifier: 0000 0001 1442 0354
- Library of Congress Control Number: n81063089
- MusicBrainz: eeef4695-266c-4bf6-9697-4d0569204f7d
- Nationale Bibliotheek van Tsjechië: ola2002158373
- Nationale Bibliotheek van Israël: 987007378194805171
- Nederlandse Thesaurus van Auteursnamen: 072134712
- Réseau des bibliothèques de Suisse occidentale: 02-A002988108
- Istituto Centrale per il Catalogo Unico: LO1V262633
- SNAC: w61w7rwh
- Système universitaire de documentation: 077441419
- Virtual International Authority File: 37109748
- WorldCat: E39PBJyCGcqdykYVRRxgm7GbVC